# Gheorghe Hagi
Gheorghe Hagi (n. 5 februarie 1965, Săcele, Constanța, România) este un fost fotbalist român, considerat unul dintre cei mai buni mijlocași ofensivi în Europa anilor '80 și '90 și cel mai mare fotbalist român din toate timpurile. Fanii lui Galatasaray l-au numit "Comandante" (Comandantul) și românii l-au numit "Regele".
Supranumit "Maradona din Carpați", Hagi este considerat un erou în România. A fost numit fotbalistul român al anului de șapte ori, și este privit ca unul dintre cei mai buni fotbaliști ai generației sale. Ca un constructor de joc avansat, a fost recunoscut pentru dribling, tehnică, viziune, pase și finalizare.
Hagi a jucat pentru naționala României la trei campionate mondiale în 1990, 1994 (unde a fost numit în World Cup All-Star Team) și 1998, cât și în trei campionate europene în 1984, 1996 și 2000. A avut 125 de prezențe pentru România, al doilea după Dorinel Munteanu, și este pe prima poziție a marcatorilor (alături de Adrian Mutu) cu 35 de goluri.
În noiembrie 2003, pentru a celebra jubileul UEFA, a fost selectat de către Federația Română de Fotbal drept cel mai bun jucător al României din ultimii 50 de ani. În 2004, a fost numit de Pelé drept unul dintre cei 125 cei mai mari fotbaliști în viață, la o ceremonie de premiere a FIFA. Hagi este unul din puținii fotbaliști care au jucat pentru ambele cluburi rivale spaniole Real Madrid și Barcelona.
În 2009, Hagi a fondat clubul român Viitorul Constanța. De asemenea, a înființat Academia de Fotbal Gheorghe Hagi, una dintre cele mai mari academii de fotbal din Europa de Sud-Est. În 2021, Viitorul și Farul Constanța au fuzionat, iar Hagi a devenit unul dintre patronii noii echipe, Farul, fiind și antrenorul acesteia.
Fiul său, Ianis, este de asemenea fotbalist.

## Cariera de jucător
Gheorghe Hagi a început să joace fotbal la vârsta de 10 ani, la Farul Constanța, echipă la care a și debutat în Divizia A, la 17 ani.
În cariera sa, Hagi a evoluat la Sportul Studențesc, Steaua București, Real Madrid, Brescia, Barcelona și Galatasaray. La echipa națională, Hagi a reușit să bifeze 125 de prezențe, cu 35 de goluri marcate.
Ca jucător, Hagi a fost un purtător clasic de număr 10 (conducător de joc) care se remarca în teren prin claritatea paselor trimise către atacanți și șuturile eficace la poartă, atunci când se afla el însuși în poziție de finalizator. Câteva din golurile sale au intrat în istoria fotbalului. Hagi reușea să depășească ușor mulți adversarii prin dribling și găsea deseori de unul singur mijloace de câștigare a unui meci. Deși nu excela la capitolul viteză, se orienta excelent în teren și reușea să fie prezent în bune poziții de joc, ceea ce îi permitea fie să paseze decisiv, fie să șuteze cu succes de la distanță.

### Echipe de club

#### 1978-1987: Farul și Sportul Studențesc
Gică Hagi și-a început cariera în fotbal la echipa de copii și juniori a Farului Constanța, sub îndrumarea lui Iosif Bukossy, fiind oficial legitimat la 13 ani. Doi ani mai târziu, este selectat de Federație în lotul echipei Luceafărul București, care în acea perioadă era practic echipa națională de juniori a Românei, locul unde se formau marile talente. După alți doi ani tânărul Gică se întoarce la Farul Constanța, fapt ce a marcat și debutul său în Divizia A la 11 septembrie 1982. Un an mai târziu se transferă la Sportul Studențesc. Va activa la această formație timp de patru ani, perioadă care a marcat ascensiunea sa în topul fotbalului românesc, fiind doi ani consecutiv golgheter. La 10 august 1983, Hagi își face debutul în echipa națională într-un meci disputat în compania Norvegiei și încheiat cu o remiză albă. Un mai târziu va face parte din lotul echipei naționale care a participat la Euro '84 din Franța. La Sportul Studențesc, unde juca rol de "copil teribil", Hagi face câteva meciuri de-a dreptul senzaționale, contribuind decisiv în sezonul 1985-1986 la câștigarea titlului de vicecampioni (cea mai bună performanță de până azi a clubului din Regie), dar și la 3 calificări consecutive în Cupa UEFA (1983-84; 1984-85; 1985-86).

#### 1987-1990: Steaua
În iarna 1986/1987, Gheorghe Hagi a fost împrumutat la proaspăt campioana Europei de atunci, Steaua București, în vederea cooptării în lotul pentru partida cu Dinamo Kiev din Supercupa Europei. Deși contractul inițial a fost doar pentru acest meci, după ce Hagi a fost autorul singurului gol, victorios, el a fost transferat definitiv.
În cei patru ani petrecuți în roșu-albastru, Gică Hagi s-a consacrat definitiv în fotbalul internațional. Și-a înscris în palmares 3 titluri de campion cu Steaua (1987, 1988 și 1989), 3 cupe ale României în aceiași ani precum și Supercupa Europei din 1987. Cu Steaua a rămas în topul echipelor din Europa, unde a ajuns în semifinala CCE din 1988, echipa fiind eliminată de Benfica și în finala CCE din 1989, pierdută în fața echipei italiene AC Milan (fiind desemnat al doilea jucător ca valoare din competiție, după Marco van Basten). La nivelul echipei naționale, participă cu România la Cupa Mondială din 1990 - Italia.

#### 1990-1996: cariera în campionatele vest-europene
Hagi este liderul incontestabil al echipei României și contribuie decisiv la cele mai mari succese din istoria Naționalei. Hagi semnase chiar înaintea amicalului Belgia-România, jucat la Bruxelles, cu aproape trei săptămâni înainte de startul Campionatului Mondial din Italia (mai 1990), cu Real Madrid, suma de transfer fiind 400 milioane de pesetas, aproximativ 4 milioane de dolari și devenea în acel moment cel mai scump jucător din istorie cumpărat de Real Madrid. A jucat 2 sezoane într-o echipă cu mulți fotbaliști de valoare, precum Michel, Butragueno și Hierro, iar românul a purtat tricoul cu numărul 10, cel care se acorda, mai ales atunci, celui mai valoros fotbalist al echipei. I-a avut antrenori pe galezul John Toshack, doar pentru câteva meciuri, apoi pe bancă au urmat Alfredo Di Stéfano și Radomir Antić în anul următor. Toshack nu l-ar fi dorit la echipă, iar Di Stéfano nu i-a acordat încredere, astfel că sezonul 1990/1991 a fost unul șters și nereușit, cu doar 2 goluri marcate și un statut mai degrabă de rezervă. Venirea lui Antić a schimbat lucrurile, Hagi devenind jucător de bază. Cu toate acestea, Real a pierdut titlul pe finalul sezonului, apoi a pierdut și Cupa.
În 1992 a fost transferat la Brescia pentru 2,4 milioane de dolari, unde antrenor era Mircea Lucescu iar în echipă se aflau și colegii lui Hagi de la Națională, Dănuț Lupu, Dorin Mateuț, Ioan Sabău și Florin Răducioiu. În primul sezon al venirii sale, echipa italiană a retrogradat în Serie B; în următorul sezon Hagi a contribuit la promovarea echipei în Serie A dar și la câștigarea Cupei Anglo-Italiene (1993-94). După prestația formidabilă de la Campionatul Mondial din 1994 din SUA, antrenorul Barcelonei, olandezul Johan Cruyff l-a cooptat pe Hagi la Barcelona alături de stele precum Stoicikov, Romario, Koeman sau Guardiola. Din 1995 a devenit coleg de echipă cu Gică Popescu și cu Figo. Cea mai frumoasă reușită a lui Hagi pentru Barcelona este golul marcat de la mijlocul terenului într-un meci cu Celta Vigo. Nu a avut o relație prea bună cu Johan Cruyff, motiv pentru care a și plecat la Galatasaray, în 1996.

#### 1996-2001: Finalul de carieră la Galatasaray
Gică se transferă la Galatasaray Istanbul, formația cu care va avea cele mai mari reușite în plan fotbalistic, câștigând o popularitate imensă printre suporterii turci. Câștigă 4 titluri de campion (1996–97, 1997–98, 1998–99, 1999–00), 2 cupe ale Turciei (1998-99, 1999-00) și Supercupa Turciei de 2 ori (1996, 1997), iar în anul 2000 va conduce echipa spre câștigarea Cupei UEFA, sub comanda lui Fatih Terim (în finală a fost eliminat în minutul '94 pentru o lovitură cu cotul asupra lui Tony Adams) și Supercupei Europei, cu Mircea Lucescu pe bancă, performanțe neegalate în istoria fotbalului din Turcia. Sezonul competițional 2000/2001 va fi ultimul în fotbalul activ. Hagi a marcat un gol fabulos în victoria obținută de turci cu francezii de la Monaco, meci desfășurat în acel sezon de Champions League. Reușita a fost votată de microbiști în sondajul UEFA în topul celor mai frumoase execuții din istoria cupelor europene. După meciul Galatasaray – Trabzonspor 4-0 (din etapa a 34-a, ultima, a campionatului Turciei), în care a marcat două goluri (în min. 25 și 44, ultimul din penalty), se retrage din activitatea de jucător. A devenit un idol pentru fanii turci, aceștia scandându-i numele chiar și după retragerea din fotbal și cântând un refren devenit celebru, "I love you Hagi".

### La Națională
Hagi a debutat la echipa națională la vârsta de 18 ani, pe 10 august 1983 la Oslo, în meciul amical Norvegia - România. Până atunci jucase pentru România în echipa de juniori sub 16 ani (4 meciuri), echipa de juniori sub 17 ani (13 meciuri, 1 gol), echipa de juniori sub 18 ani (32 meciuri, 9 goluri) și echipa olimpică (4 meciuri).În 1985, pe 16 octombrie, Mircea Lucescu, pe atunci antrenor al echipei naționale, l-a desemnat pentru prima oară pe Hagi căpitan al echipei naționale. Hagi avea doar 20 de ani și meciul, disputat pe stadionul 23 august împotriva Irlandei de Nord, era decisiv pentru calificarea la Campionatul Mondial de Fotbal din Mexic - 1986. Evoluția lui Hagi a fost foarte ștearsă și mulți au criticat la acea vreme decizia lui Lucescu. Cert este că vreme de câțiva ani căpitanul "de drept" al echipei naționale a devenit portarul Silviu Lung, un jucător mult mai matur și mai experimentat decât Hagi. Totuși, după retragerea lui Silviu Lung (în 1990), Hagi a devenit repede căpitanul de drept al naționalei. A fost de 65 de ori căpitanul echipei naționale, conducând din teren echipa României la 2 Cupe Mondiale (1994 - USA și 1998 - Franța) și la 2 Campionate Europene (1996 - Anglia și 2000 - Belgia și Olanda). De asemenea, a mai participat cu România și la Campionatul European din 1984 - Franța (ca rezervă) și la Cupa Mondială din 1990 - Italia (ca titular).
După Campionatul Mondial din 1998, Gheorghe Hagi decide să se retragă din echipa națională ca după câteva luni să se răzgândească și să joace la Campionatul European din 2000. Hagi a condus România până în sferturi, unde a fost eliminată de Italia. În acel meci Hagi a primit cartonaș roșu în minutul '55 după un fault  asupra lui Antonio Conte, devenind ultimul meci sub tricolorul românesc. La nivelul naționalei, era, în acel moment, recordmanul selecțiilor (125), al golurilor marcate (35), al prezențelor pe post de  căpitan (62) și al longevității (16 ani, 10 luni și 14 zile).
Pe 24 aprilie 2001 are loc meciul său demonstrativ de retragere (”Gala Hagi”), la București, pe stadionul Național, o selecționată a României înfruntând o selecționată mondială (Stelele Lumii), scorul fiind 2-2. La acest meci  au participat 80.000 de fani din toată țara. La eveniment au participat și numeroase personalități ale fotbalului european, printre care Joseph Blatter, președintele FIFA, Michel Platini, foști colegi ai lui Hagi de la Brescia, FC Barcelona, Real Madrid, Galatasaray Istanbul.
În martie 2008 a fost decorat cu Ordinul „Meritul Sportiv” clasa a II-a, „pentru rezultatele obținute în perioada 1990—2000 prin participarea la turneele finale ale campionatelor mondiale și europene de fotbal și pentru întreaga activitate sportivă”. În 2025 a fost decorat cu Ordinul Național „Steaua României” în grad de Cavaler.
| Goluri pentru România | Goluri pentru România | Goluri pentru România                               | Goluri pentru România | Goluri pentru România | Goluri pentru România | Goluri pentru România                        |
| #                     | Data                  | Stadion                                             | Oponent               | Scor                  | Rezultat              | Competiție                                   |
| --------------------- | --------------------- | --------------------------------------------------- | --------------------- | --------------------- | --------------------- | -------------------------------------------- |
| 1                     | 12 septembrie 1984    | Windsor Park, Belfast, Irlanda de Nord              | Irlanda de Nord       | 1–1                   | 2–3                   | Calificările pentru Campionatul Mondial 1986 |
| 2                     | 30 ianuarie 1985      | Estádio José Alvalade, Lisabona, Portugalia         | Portugalia            | 3–2                   | 3–2                   | amical                                       |
| 3                     | 3 aprilie 1985        | Stadionul Central, Craiova, România                 | Turcia                | 1–0                   | 3–0                   | Calificările pentru Campionatul Mondial 1986 |
| 4                     | 6 iunie 1985          | Stadionul Olimpic, Helsinki, Finlanda               | Finlanda              | 1–0                   | 1–1                   | Calificările pentru Campionatul Mondial 1986 |
| 5                     | 28 august 1985        | Stadionul 1 Mai, Timișoara, România                 | Finlanda              | 1–0                   | 2–0                   | Calificările pentru Campionatul Mondial 1986 |
| 6                     | 23 aprilie 1986       | Stadionul 1 Mai, Timișoara, România                 | Uniunea Sovietică     | 1–0                   | 2–1                   | amical                                       |
| 7                     | 20 august 1986        | Ullevaal Stadion, Oslo, Norvegia                    | Norvegia              | 2–0                   | 2–2                   | amical                                       |
| 8                     | 10 septembrie 1986    | Stadionul Ghencea, București, România               | Austria               | 4–0                   | 4–1                   | Calificările pentru UEFA Euro 1988           |
| 9                     | 11 martie 1987        | Stadionul Karaiskakis, Piraeus, Grecia              | Grecia                | 1–1                   | 1–1                   | amical                                       |
| 10                    | 25 martie 1987        | Stadionul Ghencea, București, România               | Albania               | 3–1                   | 5–1                   | Calificările pentru UEFA Euro 1988           |
| 11                    | 20 septembrie 1988    | Stadionul 1 Mai, Constanța, România                 | Albania               | 2–0                   | 3–0                   | amical                                       |
| 12                    | 2 noiembrie 1988      | Stadionul Ghencea, București, România               | Grecia                | 2–0                   | 3–0                   | Calificările pentru Campionatul Mondial 1990 |
| 13                    | 3 august 1990         | Stadion Allmend, Lucerna, Elveția                   | Elveția               | 1–0                   | 1–2                   | amical                                       |
| 14                    | 25 aprilie 1990       | Stadionul Kiryat Eliezer, Haifa, Israel             | Israel                | 2–0                   | 4–1                   | amical                                       |
| 15                    | 27 martie 1991        | Stadio Olimpico, Serravalle, San Marino             | San Marino            | 1–0                   | 3–1                   | Calificările pentru UEFA Euro 1992           |
| 16                    | 16 octombrie 1991     | Stadionul Ghencea, București, România               | Scoția                | 1–0                   | 1–0                   | Calificările pentru UEFA Euro 1992           |
| 17                    | 6 mai 1992            | Stadionul Ghencea, București, România               | Insulele Feroe        | 2–0                   | 7–0                   | Calificările pentru Campionatul Mondial 1994 |
| 18                    | 20 mai 1992           | Stadionul Ghencea, București, România               | Țara Galilor          | 1–0                   | 5–1                   | Calificările pentru Campionatul Mondial 1994 |
| 19                    | 20 mai 1992           | Stadionul Ghencea, București, România               | Țara Galilor          | 5–0                   | 5–1                   | Calificările pentru Campionatul Mondial 1994 |
| 20                    | 29 noiembrie 1992     | Stadionul Neo GSZ, Larnaca, Cipru                   | Cipru                 | 3–1                   | 4–1                   | Calificările pentru Campionatul Mondial 1994 |
| 21                    | 17 noiembrie 1993     | Cardiff Arms Park, Cardiff, Țara Galilor            | Țara Galilor          | 1–0                   | 2–1                   | Calificările pentru Campionatul Mondial 1994 |
| 22                    | 14 iunie 1994         | Trabuco Hills Stadium, Mission Viejo, Statele Unite | Suedia                | 1–1                   | 1–1                   | amical                                       |
| 23                    | 18 iunie 1994         | Rose Bowl, Pasadena, Statele Unite                  | Columbia              | 2–0                   | 3–1                   | Campionatul Mondial 1994 Grupa A             |
| 24                    | 22 iunie 1994         | Pontiac Silverdome, Pontiac, Statele Unite          | Elveția               | 1–1                   | 1–4                   | Campionatul Mondial 1994 Grupa A             |
| 25                    | 3 iulie 1994          | Rose Bowl, Pasadena, Statele Unite                  | Argentina             | 3–1                   | 3–2                   | Optimile Campionatul Mondial 1994            |
| 26                    | 12 noiembrie 1994     | Stadionul Ghencea, București, România               | Slovacia              | 2–0                   | 3–2                   | Calificările UEFA Euro 1996                  |
| 27                    | 15 octombrie 1995     | Všešportový areál, Košice, Slovacia                 | Slovacia              | 1–0                   | 2–0                   | Calificările UEFA Euro 1996                  |
| 28                    | 9 octombrie 1996      | Laugardalsvöllur, Reykjavík, Islanda                | Islanda               | 2–0                   | 4–0                   | Calificările pentru Campionatul Mondial 1998 |
| 29                    | 29 martie 1997        | Stadionul Ghencea, București, România               | Liechtenstein         | 4–0                   | 8–0                   | Calificările pentru Campionatul Mondial 1998 |
| 30                    | 10 septembrie 1997    | Stadionul Ghencea, București, România               | Islanda               | 1–0                   | 4–0                   | Calificările pentru Campionatul Mondial 1998 |
| 31                    | 10 septembrie 1997    | Stadionul Ghencea, București, România               | Islanda               | 4–0                   | 4–0                   | Calificările pentru Campionatul Mondial 1998 |
| 32                    | 11 octombrie 1997     | Lansdowne Road, Dublin, Irlanda                     | Republica Irlanda     | 1–0                   | 1–1                   | Calificările pentru Campionatul Mondial 1998 |
| 33                    | 3 iunie 1998          | Stadionul Ghencea, București, România               | Paraguay              | 3–2                   | 3–2                   | amical                                       |
| 34                    | 4 septembrie 1999     | Tehelné pole, Bratislava, Slovacia                  | Slovacia              | 2–1                   | 5–1                   | Calificările pentru UEFA Euro 2000           |
| 35                    | 8 septembrie 1999     | Stadionul Ghencea, București, România               | Portugalia            | 1–0                   | 1–1                   | Calificările pentru UEFA Euro 2000           |

## Cariera de antrenor

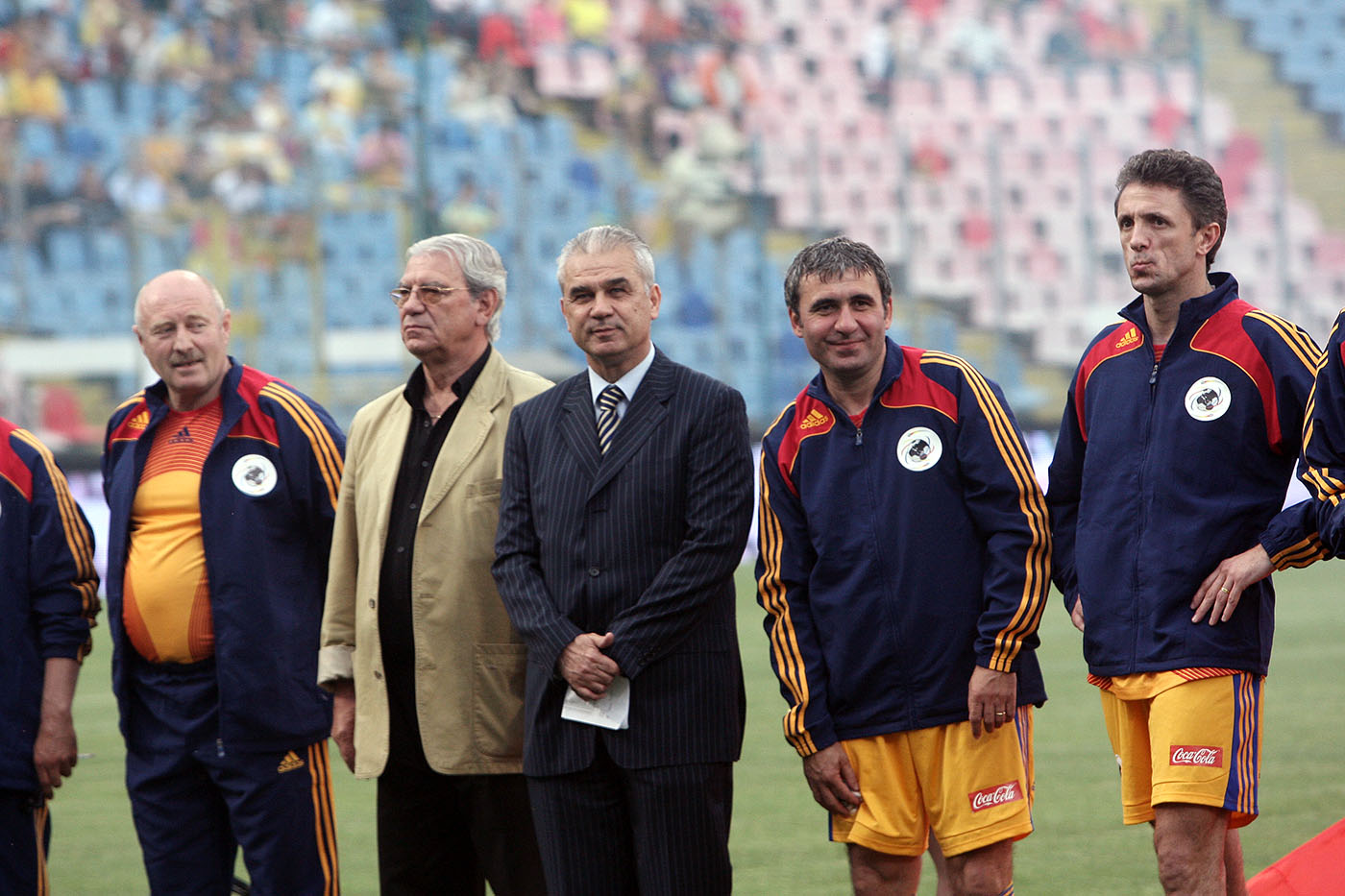
Ienei, Iordanescu, Hagi, Popescu

Prima tentativă ca antrenor a lui Hagi a fost la echipa națională în 2001, unde a deținut postul timp de cinci luni. În toamna lui 2003 a fost antrenor pentru scurt timp la Bursaspor, iar din martie 2004 a fost antrenor la Galatasaray timp de un an după care și-a dat demisia. La gruparea din Istanbul a câștigat primul trofeu al carierei de antrenor, Cupa Turciei. A fost manager general al echipei FCU Politehnica Timișoara în returul campionatului Diviziei A 2005-2006 dându-și din nou demisia. După retragerea din cariera de fotbalist, principalul stadion din Constanța a preluat numele lui Hagi, dar după ce acesta a decis să preia pe Poli, numele arenei a redevenit Farul.
În perioada iunie - 20 septembrie 2007, Hagi a fost antrenor principal la FC Steaua București. În scurtul mandat, a reușit să califice echipa în grupele Ligii Campionilor prin depășirea a două tururi preliminare, dar în campionat rezultatele au întârziat să apară. După un meci pierdut cu Sparta Praga în Liga Campionilor, Hagi a demisionat de la Steaua.În octombrie 2010, Hagi a revenit la conducerea echipei turce Galatasaray, cu care a semnat un contract pentru un sezon și jumătate. În prezent el este antrenorul echipei Viitorul Constanța, echipa pe care o și patronează. El își dorește să mai antreneze și echipa Steaua București dar și echipa Galatasaray Istanbul măcar o dată.
În 2013, după o serie de rezultate dezamăgitoare ale echipei patronate de el la începutul campionatului în sezonul 2013-2014, cu doar două puncte acumulate în 6 etape ale Ligii I, Hagi s-a hotărât să conducă antrenamentele Viitorului Constanța.
După două sezoane în care s-a salvat pe final de retrogradare, Viitorul s-a obișnuit cu Liga 1, iar cea mai bună dovadă a fost jocul practicat de puștii lui Hagi în ediția 2014-2015, parcursul excelent i-au făcut pe reprezentanții echipelor din Liga I (președintele, antrenorul și căpitanul echipei de la toate echipele de Liga I), pe ziariștii de sport și publicul larg să-l voteze pe Gheorghe Hagi drept antrenorul anului 2015.
Rezultatele echipei din actualul sezon nu sunt trecute cu vederea și sunt apreciate de microbiști, Gheorghe Hagi demonstrând că este un antrenor pe măsura renumelui său ca fotbalist.

## Palmares

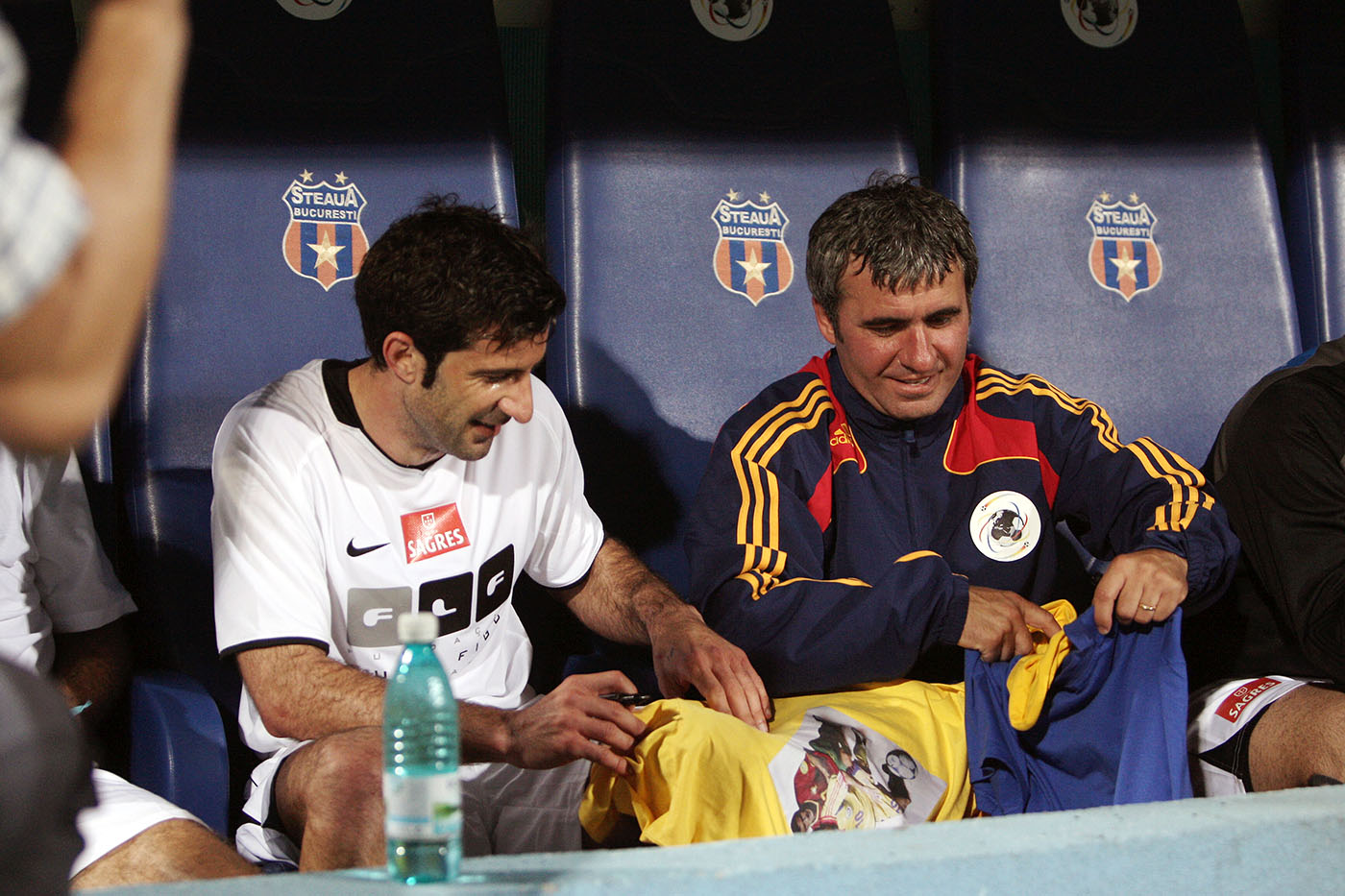
Hagi si Luis Figo

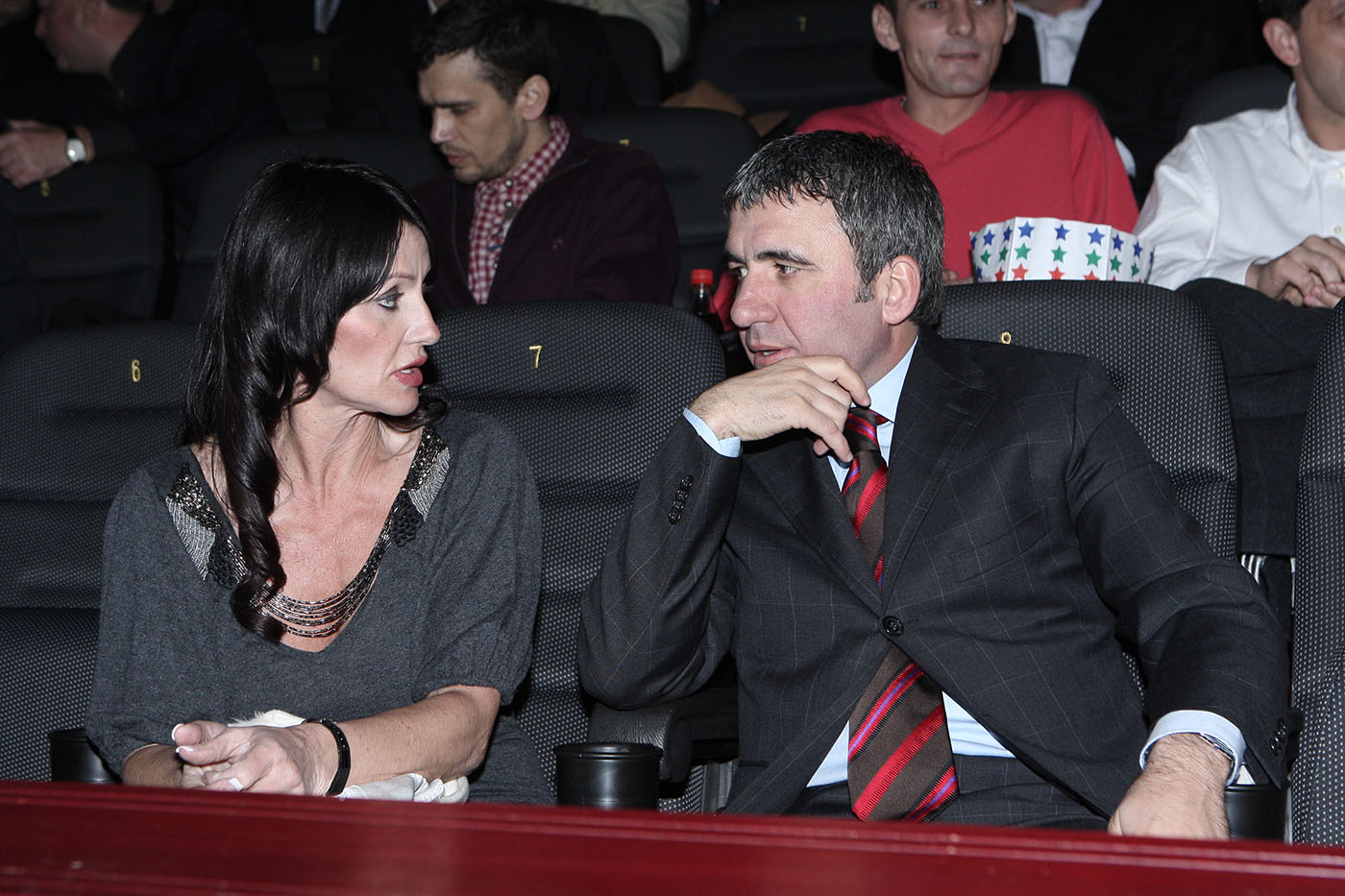
Hagi si Nadia Comăneci

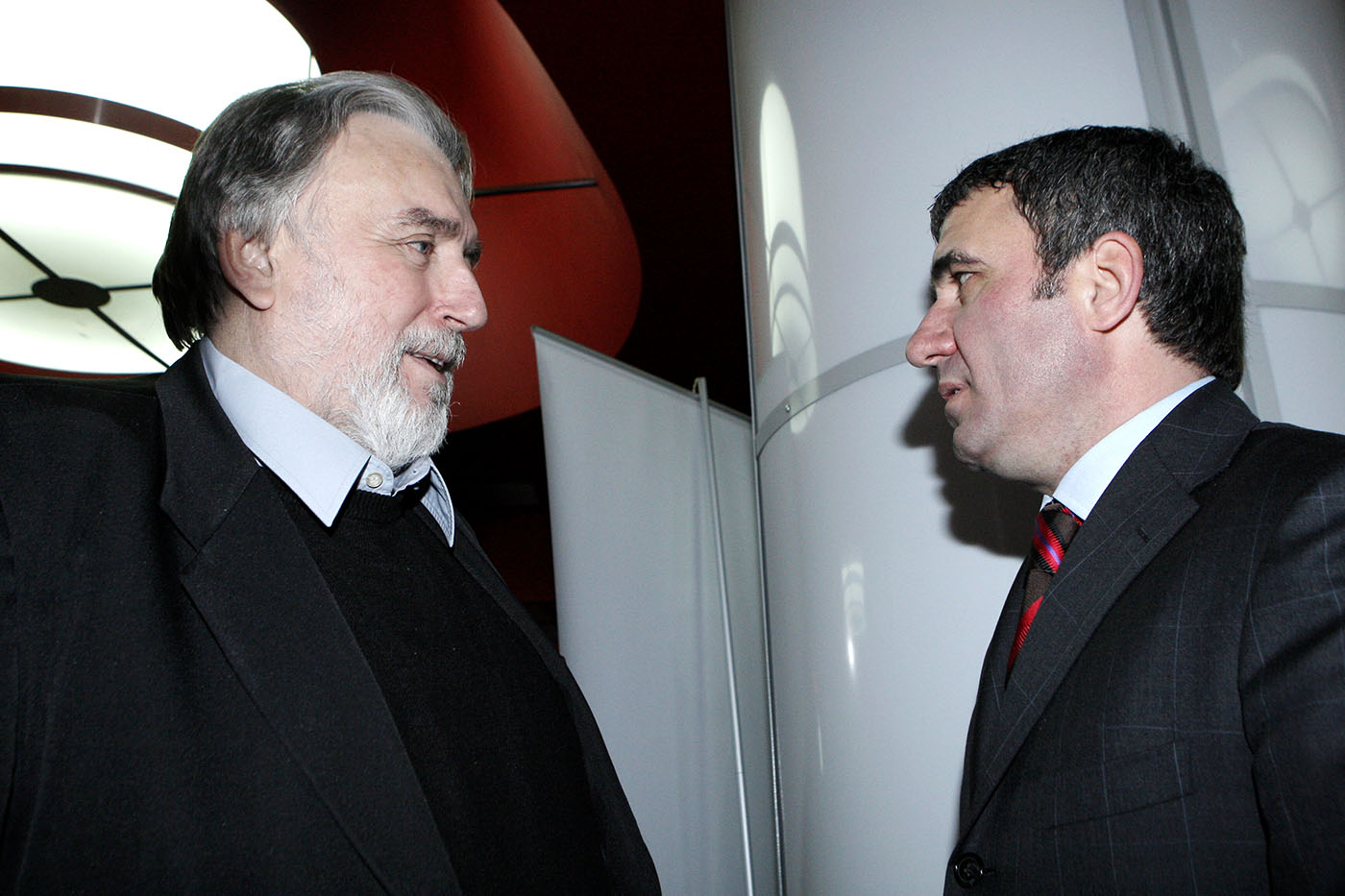
Gheorge Hagi cu Adrian Păunescu

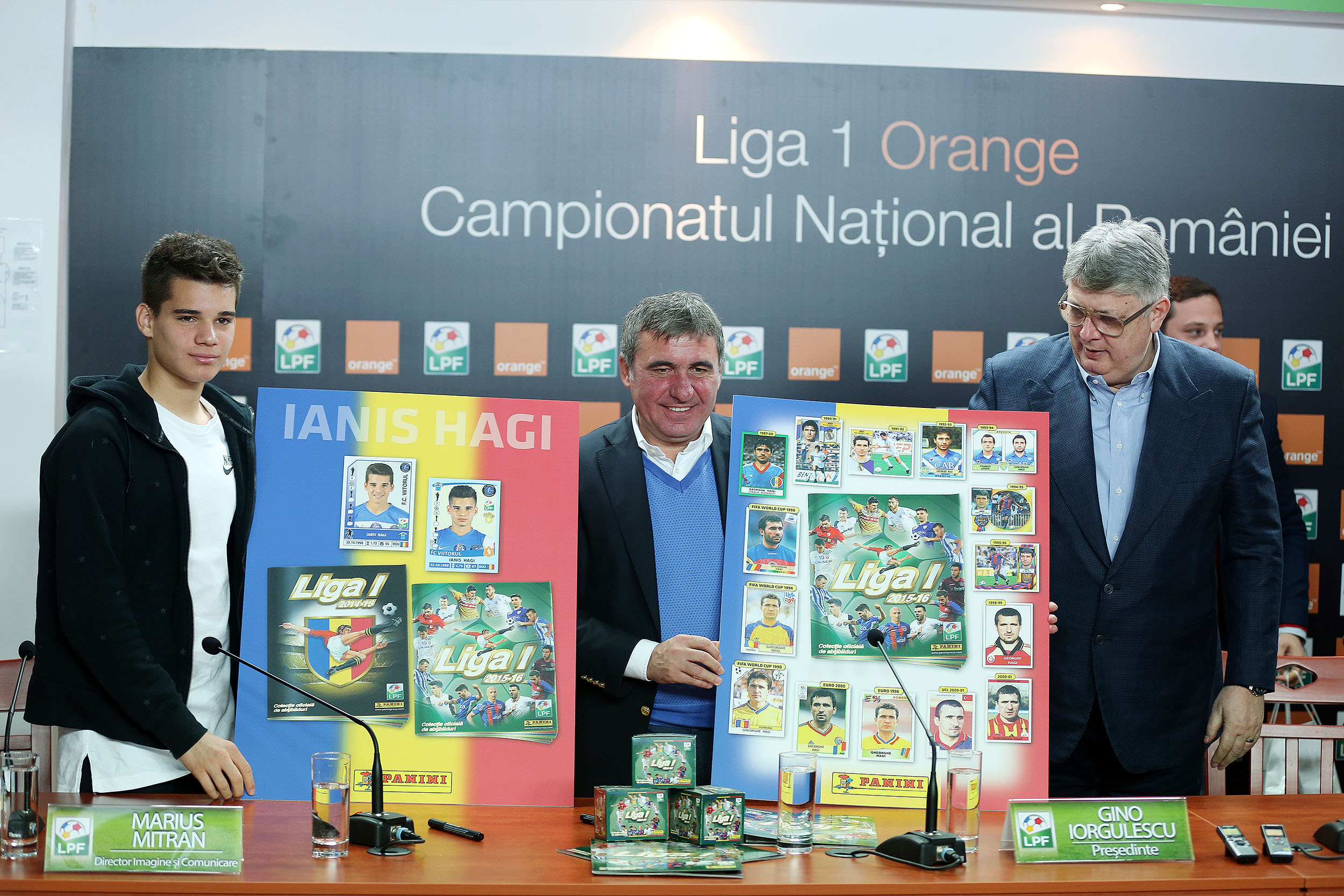
Fiul lui Hagi, Ianis, și Gino Iorgulescu

### Ca jucător
Sportul Studențesc
- Liga I: vicecampion al României în 1985–86

Steaua București
- Liga I: 1986–87, 1987–88, 1988–89
- Cupa României: 1986–87, 1987-88; 1988–89
- Supercupa Europei: 1987 (Steaua a învins ca urmare a golului marcat de Hagi: 1-0 cu Dinamo Kiev)
- Cupa Campionilor Europeni: vicecampion al Europei în 1988–89 (finala Cupei Campionilor pierdută de Steaua cu 0-4 împotriva lui AC Milan)

Real Madrid
- Supercopa de España: 1990
- La Liga: vicecampion în 1991–92
- Copa del Rey: finalist 1991–92

Brescia
- Cupa Anglo-Italiană: 1993–94

FC Barcelona
- Supercopa de España: 1994
- Copa del Rey: finalist 1995–96

Galatasaray
- Superliga: 1996–97, 1997–98, 1998–99, 1999–00
- Cupa Turciei: 1998–99, 1999–00
- Supercupa Turciei: 1996, 1997
- Cupa UEFA: 1999–00
- Supercupa Europei: 2000

### Individual
- Liga I: Golgheter 1985, 1986
- Cupa Campionilor Europeni: Golgheter 1988
- Fotbalistul român al anului: 1985, 1987, 1993, 1994, 1997, 1999, 2000
- Echipa Campionatului Mondial de Fotbal: 1994
- FIFA 100: 2004
- Golden Foot Legends Award: 2015
- Antrenorul anului in Romania: 2015

### Ca antrenor
Gazeta Sporturilor i-a acordat titlul Antrenorul anului în România în anii 2015 și 2017.
Galatasaray
- Cupa Turciei: 2005

FC Viitorul
- Liga I: 2016-2017
- Cupa României: 2018-2019
- Supercupa României : 2019

## Goluri și meciuri celebre
- 30 ian. 1985: Portugalia – România 2-3 (meci amical). Hagi a înscris golul decisiv în minutul '84 după un șut de la 30 de metri, cu stângul, în vinclul porții.
- 31 mai 1985: Dinamo - Sportul Studențesc 0-5 (campionat). Hagi a înscris 4 goluri. Meciul a tranșat disputa pentru locul 2 dintre cele 2 echipe.
- 3 oct. 1985: Sportul Studențesc - Neuchatel Xamax 4-4 (Cupa UEFA). Hagi a înscris 2 goluri deși adversarul său direct s-a numit Uli Stielike.
- 11 oct. 1985: Anglia - România 1-1 (preliminarii CM 1986). Hagi nu înscrie, dar prin prestația senzațională (2 bare) contribuie din plin la obținerea unui punct.
- 24 februarie 1987: Steaua București - Dinamo Kiev 1-0 (Supercupa Europei). Hagi înscrie golul victoriei, la debutul său pentru Steaua.
- 7 septembrie 1988: Sparta Praga - Steaua 1-5 (Cupa Campionilor). Hagi înscrie 2 goluri.
- 29 iunie 1989: Steaua - Dinamo 1-0 (finala Cupei României). După ce a primit o pasă de la Tudorel Stoica, la 25 de metri distanță de poarta lui Dinamo, conducătorul de joc al Stelei a driblat scurt și a trimis o "ghiulea" în vinclul porții, aducând Cupa în vitrina Stelei.
- 18 iunie 1990: România - Argentina 1-1 (Campionatul Mondial). „Maradona din Carpați”, față în față cu... Maradona cel adevărat!
- 1992: Tenerife - Real Madrid 3-2. La mijlocul primei reprize, madrilenii au beneficiat de o lovitură liberă de la 30 de metri. Cu un zid de patru oameni în față, Hagi preferă un șut în forță. Mingea ia un efect ciudat, îl păcălește pe portarul advers, întâlnește bara transversală, apoi aterizează dincolo de linia porții.
- 1992: Real Madrid - Osasuna 5-2. În minutul 32, Hagi recuperează o minge în cercul de la mijlocul terenului și observă că portarul Osasunei este mult ieșit din poartă. Fără să ezite, „Regele” trimite mingea de la mijlocul terenului, peste goalkeeper, și marchează unul dintre cele mai frumoase goluri văzute vreodată de fanii blanco.
- 20 mai 1992: România - Țara Galilor 5-1. Hagi înscrie 2 goluri și dă 2 pase de gol. Meciul a însemnat începutul unui lung șir de performanțe pentru națională.
- 18 iunie 1994: România - Columbia 3-1 (Campionatul Mondial). Hagi înscrie pentru 2-0 printr-un gol considerat drept "golul tuturor timpurilor" în fotbalul românesc. Într-o fază care nu anunța nimic, Dorinel Munteanu îi pasează pe partea stângă lui Hagi. Acesta înaintează câțiva pași pe partea stângă (o poziție favorabilă mai degrabă unei centrări), observă că portarul columbian este ieșit din poartă și trimite din unghi, de la aproximativ 67 de metri, un lob perfect care intră chiar în vinclul din stânga al porții adverse. A fost declarat golul Campionatului Mondial 1994 din Statele Unite.
- 3 iulie 1994: Argentina-România 2-3 (Campionatul Mondial). Hagi dă o pasă de gol și golul victoriei.
- 24 sept. 1994: Barcelona - Compostela 4-0. În minutul 86, după ce anterior marcase golul de 3-0, Hagi a reușit golul său de referință în tricoul blaugrana. Lovitură liberă de pe partea dreaptă, dintr-un unghi foarte închis. Întreg stadionul se aștepta la o centrare pentru unul dintre cei patru coechipieri aflați în careul advers, dar stângul lui Hagi trimite mingea la colțul lung, în vinclu, lâsându-l fără reacție pe portarul Iru.
- 1996: Celta Vigo - Barcelona 2-4. La 4 ani distanță de la golul istoric de la mijlocul terenului pentru Real Madrid, Hagi a reușit să lovească din nou. De data asta la Barcelona. În meciul cu Celta Vigo, Hagi lovea fantastic de la mijlocul terenului și reușea să înscrie.
- 24 iulie 1997: Fenerbahce – Galatasaray 1-1 (derby Turcia, min. 3, gol de 0-1). Din marginea careului de 16 metri, poziție excelentă pentru piciorul stâng, idolul fanilor lui Galatasaray executa perfect o lovitură liberă, peste zid, la colțul scurt.
- 12 sept. 2000: Galatasaray - AS Monaco 3-2 (Liga Campionilor). În minutul 29, Hagi a primit o minge în banda stângă, iar ceea ce a urmat a fost o reușită marcă înregistrată pentru fotbalistul care a dus echipa de pe Ali Sami Yen pe cele mai înalte culmi: șut violent de la peste 35 de metri, cu piciorul stâng, iar mingea nu se oprește decât în colțul lung al porții apărate de Stephane Porato.

## Om de afaceri

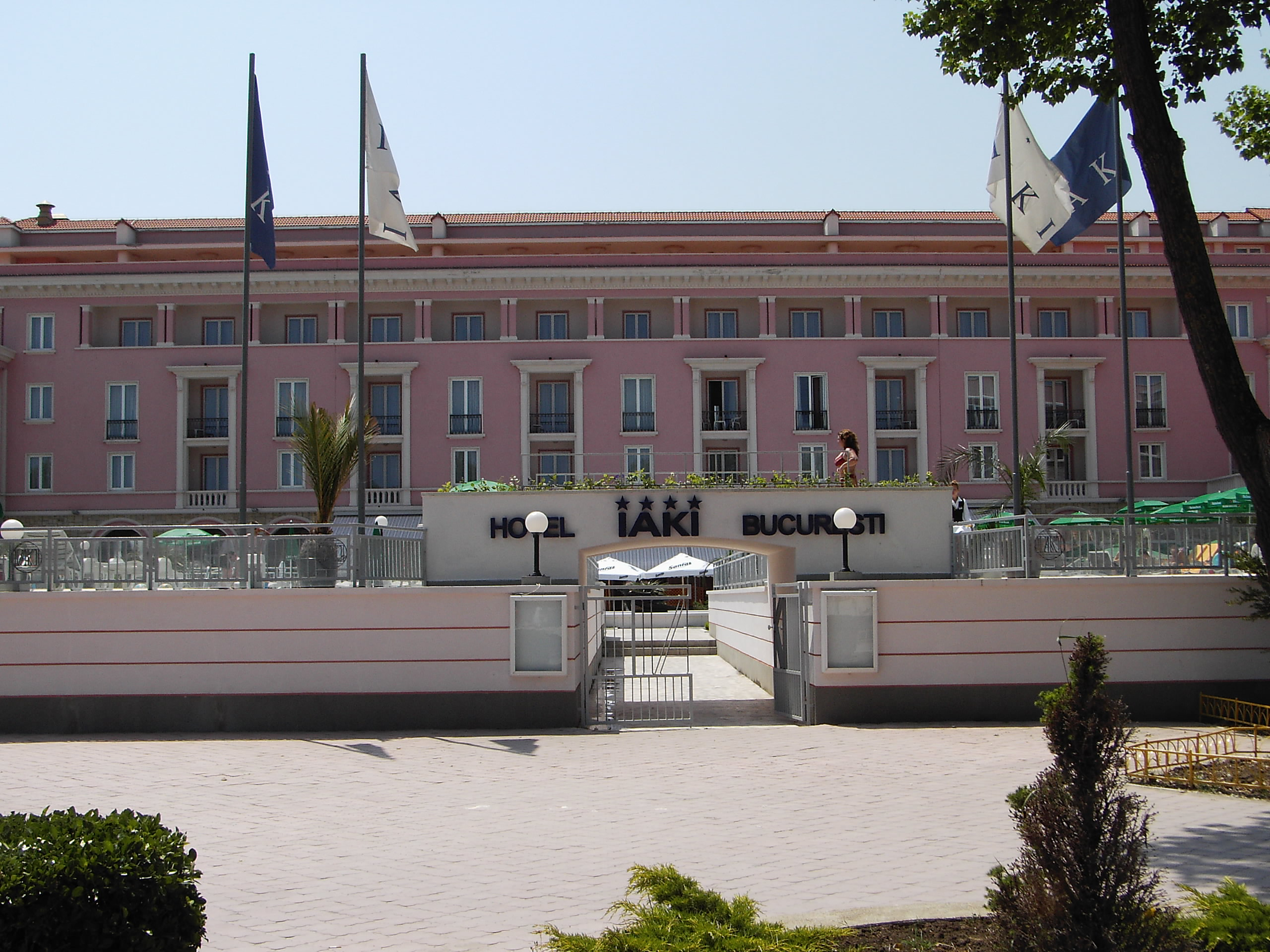
Hotelul Iaki

Gheorghe Hagi deține hotelul de patru stele Iaki din Mamaia, cu 122 de camere și cu afaceri de 3 milioane euro în 2008. De asemenea, este fondatorul Academiei de Fotbal Gheorghe Hagi și al clubului Viitorul Constanța.

## Viața personală
În 1990 s-a căsătorit cu Leni Celnicu, iar în 1991 cei doi au divorțat.
Este căsătorit cu Marilena Vlahbei din 1995 și au împreună doi copii: Kira Hagi (născută în 1996) și Ianis Hagi (născut în 1998). Relația este discretă, soția însoțindu-l pe Hagi doar la evenimente mondene, preferând să se ocupe departe de ochii presei de cei doi copii ai lor: Kira, care iubește teatrul și studiază în America, și Ianis, care îi calcă pe urme tatălui său și este jucător de fotbal la Glasgow Rangers, în Scoția.